# Charles-Malo de Lameth
Pour les articles homonymes, voir Lameth.
 Charles-Malo-François de Lameth , né le 6 octobre 1757 à Paris où il est mort le 28 décembre 1832, est un général français de la Révolution et de l'Empire.

## Biographie

### Famille

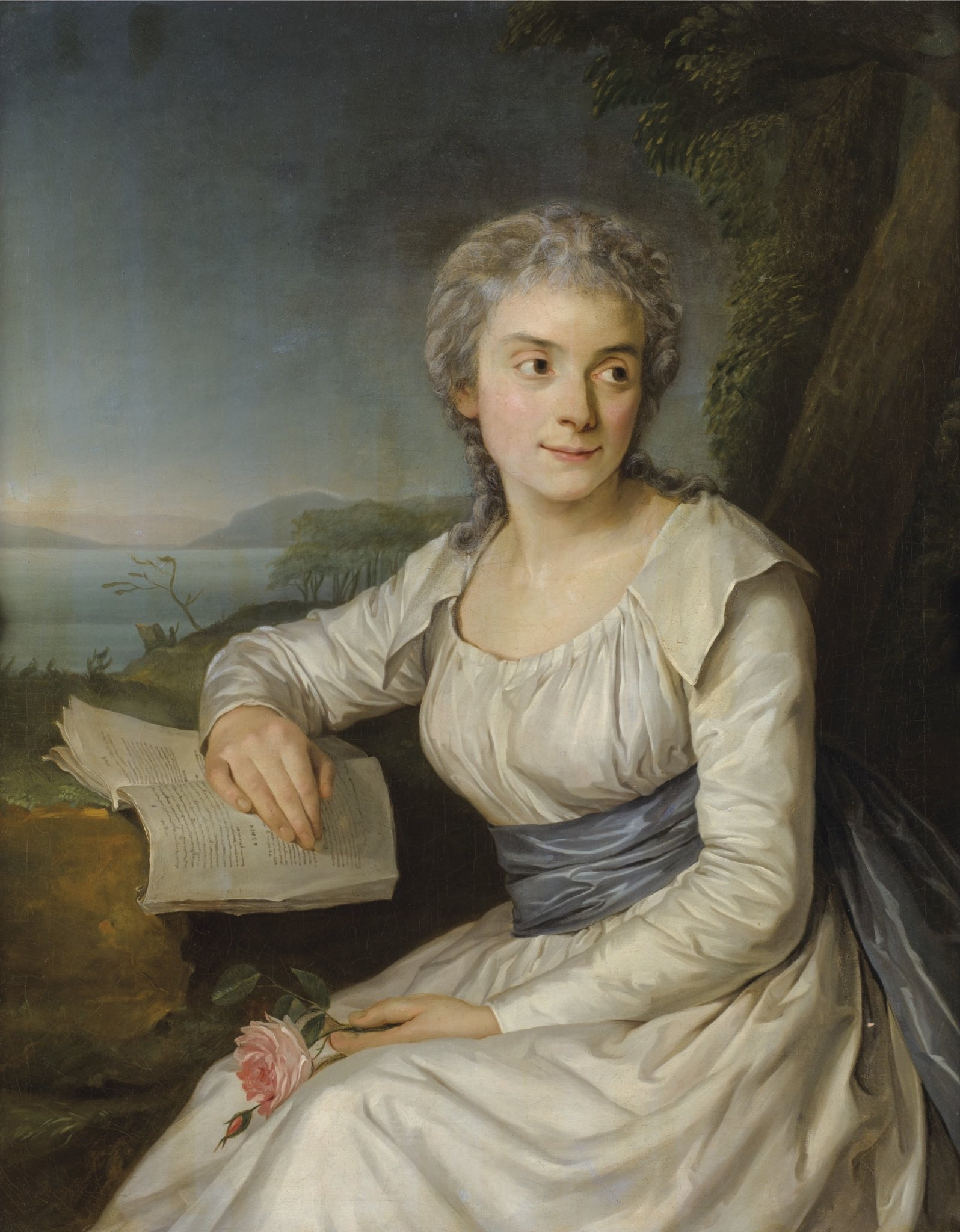
Marie-Anne Picot, comtesse de Lameth par Adélaïde Labille-Guiard (années 1790)

Charles-Malo de Lameth est issu d'une très ancienne famille de noblesse d'épée dont l'origine connue remonte au XIIIe siècle.
Au XVe siècle, Antoine Ier de Lameth, premier écuyer de Charles le Téméraire, après la mort de ce dernier, en 1477, se met au service du roi de France. Il devient conseiller et chambellan de Louis XI. 
Il a épousé en 1460, Jacqueline d'Hénencourt. La seigneurie d'Hénencourt passe ainsi à la famille de Lameth.
Charles-Malo de Lameth est le frère de d’Augustin, Théodore et Alexandre de Lameth.
Il épouse en 1784 une riche héritière, Marie-Anne Picot, fille de Jean-Baptiste Picot, marquis de Clermont-Dessus en Agenois, ancien major commandant en l'île et côte de Saint-Domingue, et de Marie Anne Catherine de la Fressellière. De leur mariage naît en 1785 Marie, qui épousera Scipion de Nicolaÿ. Les mémoires inédits de Mme de Nicolaÿ témoignent de la vie de ses parents au moment de la Révolution.

### Carrière militaire
Avec ses deux frères, Alexandre et Théodore, il se distingue dans la Guerre d'indépendance des États-Unis, en tant qu'aide-major général des logis dans l’armée de Rochambeau. Il est blessé au siège d'Yorktown et nommé colonel en second du régiment des dragons d'Orléans. De retour en France, il est fait colonel des cuirassiers du roi, et élevé à la dignité de gentilhomme d'honneur du comte d'Artois. Il est nommé colonel le 10 mars 1788, au régiment de cuirassiers du roi.
Il reprend du service dans l’armée puis est promu maréchal de camp. Il reçoit le commandement de la division de cavalerie de l'armée du Nord. Mais il prend position contre la journée du 10 août, et sollicite un congé, qu'il obtient.

### Carrière politique

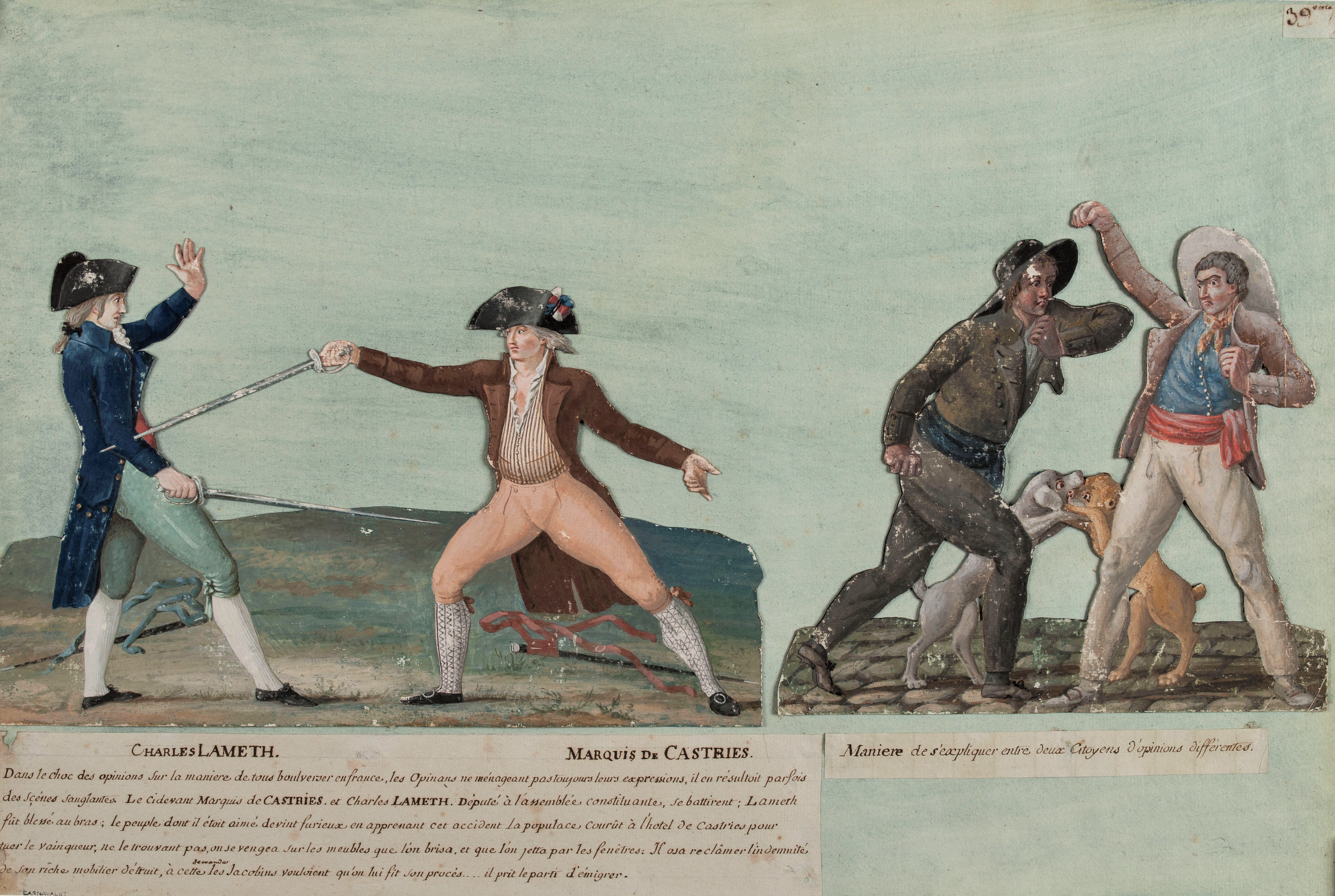
Duel de Charles Lameth et du marquis de Castries (1790), gouache de Jean-Baptiste Lesueur.

En 1789, Il est élu député de la noblesse aux États généraux par la province d'Artois. il siège à la gauche de l’Assemblée constituante tout comme son frère Alexandre. Il défend le principe de la liberté de la presse et des cultes, la participation de l'armée au vote sur la Constitution, l'établissement du jury en matière civile et criminelle, la suppression des justices prévôtales et des titres honorifiques...
Membre du comité de surveillance, il procède en mars 1790, à une perquisition dans le couvent des Annonciades de Pontoise, où s'est réfugié l'ex-garde des sceaux Barentin, dénoncé et poursuivi. Charles de Lameth est partisan de l'attribution à l'Assemblée, et non au roi, du droit de déclaration de guerre, de la privation de salaire à l'égard des prêtres insoumis.
Le 12 novembre 1790, il affronte en duel un député d'opinion opposée, le duc de Castries et reçoit un coup d'épée : le lendemain, le peuple, furieux de cette agression contre un député populaire, saccage la résidence du duc qui doit émigrer.
Après la fuite de Louis XVI, dans la nuit du 20 juin 1791, c'est sur la proposition de Charles de Lameth que l'Assemblée prend la grave résolution de faire tirer le canon d'alarme, de renouveler le serment solennel de fidélité à la nation, et d'ordonner l'arrestation du marquis de Bouillé et de plusieurs autres officiers suspects. Partisan de la monarchie constitutionnelle, il s'oppose à la déchéance de Louis XVI. Le 5 juillet 1791, il est élu président de l'Assemblée.

### Émigré
Après l'émigration de son frère Alexandre, sur ordre du ministre Clavière, il est arrêté à Barentin près de Rouen alors qu'il se rend au Havre avec sa femme et sa fille, mais parvient à s’échapper et à gagner Hambourg où le rejoint son frère Alexandre. Il y fonde avec lui et le duc d'Aiguillon une maison de commerce.
Rentrés en France au mois de juin 1797, les deux frères en sont expulsés le 18 fructidor. Leur exil ne prend fin qu'après le coup d'état de Bonaparte. Charles de Lameth est finalement radié de la liste des émigrés en 1801.

### Député sous la Restauration

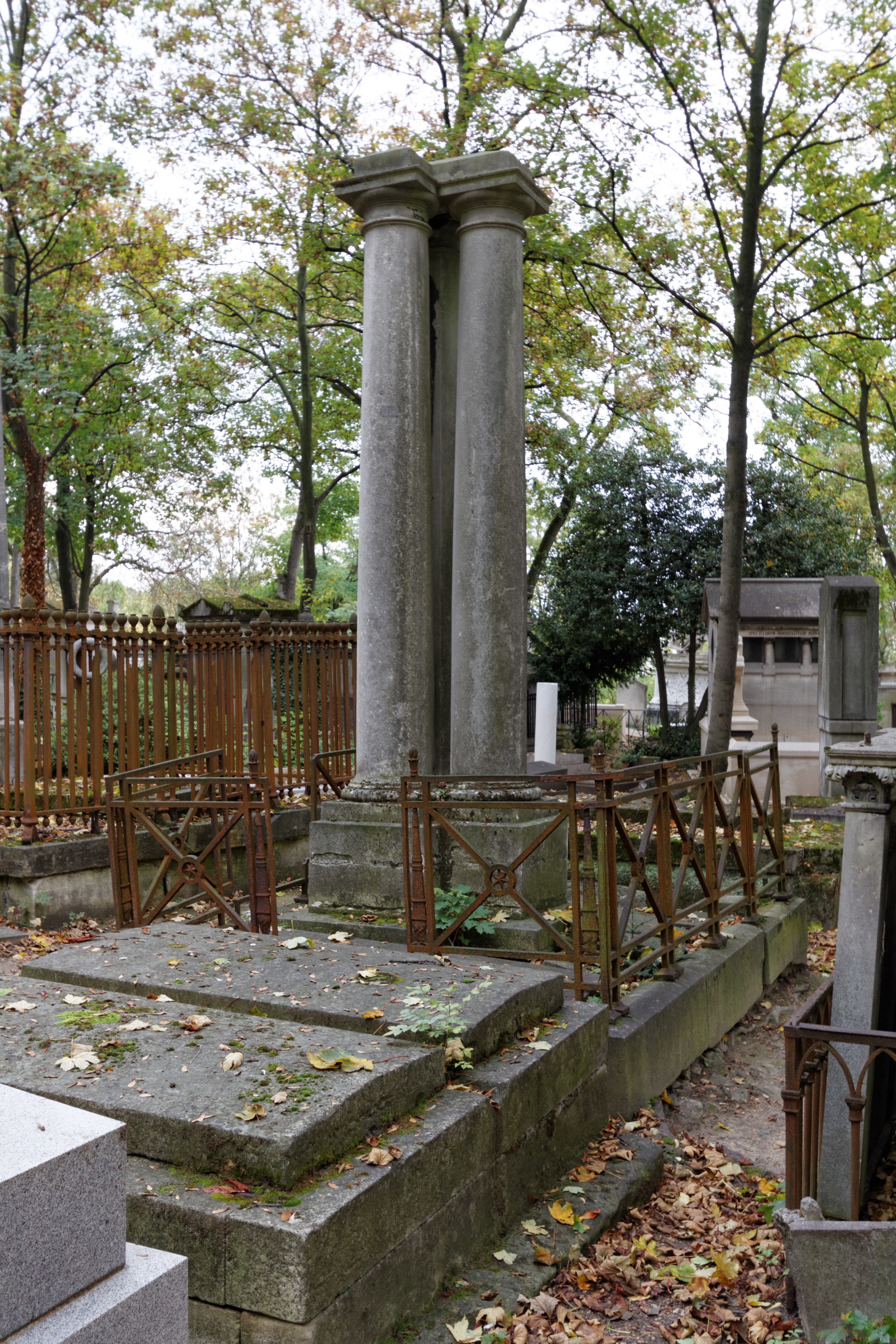
Tombe au cimetière du Père-Lachaise.

Il est fait chevalier de la Légion d’honneur le 20 juin 1809, et nommé lieutenant général le 23 août 1814. Mis à la retraite en 1819, il est élu député de Seine-et-Oise jusqu’en 1831.
En 1785, il acquiert le château dit aujourd'hui « Château de Grouchy » à Osny (Val-d'Oise) qu'il fait entièrement reconstruire, sans doute à son retour d'émigration.
Il est enterré dans la 28e division du cimetière du Père-Lachaise.

### Sources primaires
- 1790 - Remontrances a mon neveu Charles de Lameth
- 1790 - Recit fidele et exact de ce qui s'est passé entre M (le Duc de) Castries et M. (le Comte) Charles de Lameth
- 1790 - Lettre du père éternel, a M. de Lameth
- 1790 - Lettre de Charles Lameth. A son correspondant de Versailles M. Godad
- 1790 - Diner patriotique de M. Charles Lameth, le samedi 23 mai 1790
- 1790 - Attention. je le maintiens et le soutiens : il faut parler net pour se faire entendre
- 1791 - Grand assassinat de Monsieur Charles Lameth, denoncé par lui-meme a l'Assemblée nationale; ou Memoire a consulter et consultation pour un grenadier de la Garde-nationale